# Disc-Overy
Disc-Overy è l'album di debutto del rapper britannico Tinie Tempah, pubblicato in Irlanda il 1º ottobre 2010 e nel Regno Unito il 4 ottobre 2010 dalla Parlophone. L'album figura la collaborazione di Kelly Rowland, Ellie Goulding, Labrinth, Emeli Sandé, Eric Turner, Swedish House Mafia e Range. L'album ha debuttato alla prima posizione dei dischi più venduti nel Regno Unito con oltre 85,000 copie nella prima settimana. L'album ha passato oltre tredici settimane nella classifica degli album più venduti.

## Tracce
1. Intro - 2:31
2. Simply Unstoppable - 3:33
3. Pass Out - 4:28
4. Illusion - 3:16
5. Just a Little (featuring Range) - 3:03
6. Snap - 3:05
7. Written in the Stars (featuring Eric Turner) - 3:28
8. Frisky (featuring Labrinth) - 4:56
9. Miami 2 Ibiza (Swedish House Mafia vs. Tinie Tempah) - 3:24
10. Obsession - 3:42
11. Invincible (featuring Kelly Rowland) - 3:22
12. Wonderman (featuring Ellie Goulding) - 3:39
13. Let Go (featuring Emeli Sandé) - 4:18

Bonus track versione iTunes
1. Pass Out (US Version) (featuring Snoop Dogg) - 4:29
2. Written in the Stars (Live) - 3:40

## Classifiche
| Classifica (2010)     | Massima posizione |
| --------------------- | ----------------- |
| Europa                | 7                 |
| Irlanda               | 2                 |
| Svizzera              | 80                |
| Official Albums Chart | 1                 |